# SN 2008bc
SN 2008bc – supernowa typu Ia odkryta 13 marca 2008 roku w galaktyce A093831-6358. W momencie odkrycia miała maksymalną jasność 15,40m.